# Відновлення зображення штучним інтелектом

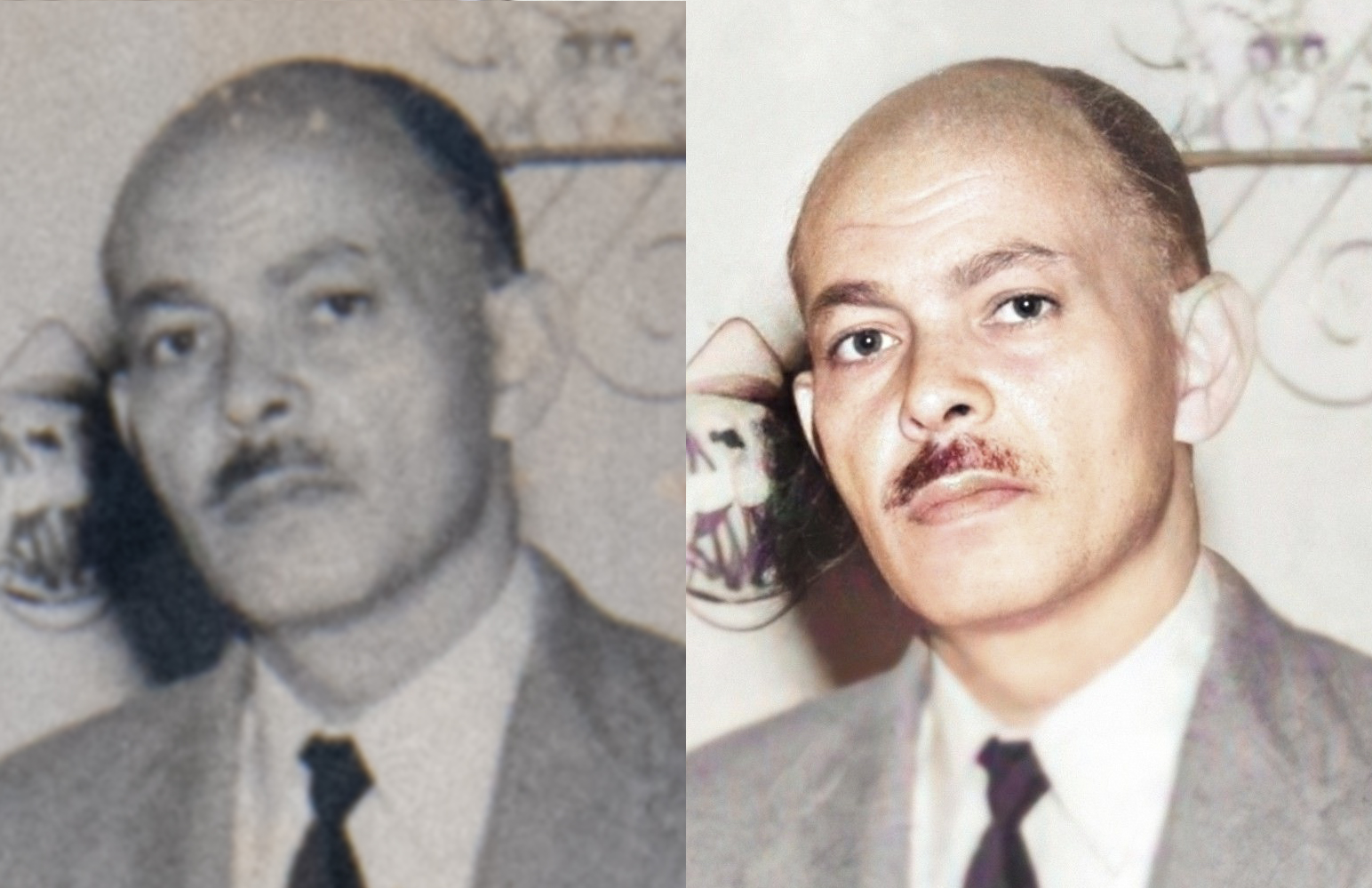
Відновлення та розфарбовування цифрових фотографій за допомогою штучного інтелекту

Відновлення зображення — це операція з оцінювання степені пошкодженості зображення, аналізу та відновлення його оригінальних деталей.Фотографії можуть мати багато видів пошкоджень, наприклад, розмиття під час руху, шум і неправильний фокус камери. Відновлення зображення виконується шляхом зворотного процесу, який призвело до розмиття зображення. Це виконується шляхом створення зображення точкового джерела та використання зображення точкового джерела, яке називається функцією розповсюдження точки (PSF), щоб відновити інформацію про зображення, втрачену в процесі розмиття.
Реставрація зображення відрізняється від покращення зображення тим, що останнє призначене для підкреслення деталей оригінального зображення, та збільшення його візуально привабливості для спостерігача, але не обов’язково для створення реалістичних даних з наукової точки зору. Техніки покращення зображення (наприклад, розмежування контрасту або зменшення розмиття за допомогою процедури найближчого сусіда), надані пакетами обробки зображень, не використовують апріорну модель процесу, який створив зображення.
Наслідком покращення зображення часто є ефективне прибирання або зменшення рівня шуму в наслідок пожертви певним відсотком роздільною здатністю, але це неприйнятно для багатьох програм. У флуоресцентному мікроскопі роздільна здатність у Z-напрямку є поганою. Для відновлення об’єкта необхідно застосувати більш просунуті методи обробки зображень.

## Основні випадки використання
Головною ціллю методів відновлення зображення є зменшення шуму та відновлення втрати роздільної здатності зображення. Обробка зображень виконується або в області зображення, або в частотній області. Найпростішою та традиційною технікою відновлення зображення є деконволюція, яка виконується в частотній області після обчислення перетворення Фур’є як зображення, так і PSF, і скасовує втрату роздільної здатності, спричинену факторами розмиття. В наш час реставрація зображень виконується за допомогою цифрових інструментів і програмного забезпечення. Вони використовуються для того, щоб виправити будь-який тип пошкоджень зображень і покращити загальну якість і чіткість деталей.

### Види корекцій ШІ
1. Геометрична корекція
2. Радіометрична корекція
3. Усунення шуму

Способи відновлення зображення спрямовані на те, щоб усунути наслідки деградації та відновити зображення якомога ближче до його оригінального або бажаного стану. Процес передбачає аналіз зображення та застосування алгоритмів і фільтрів для усунення або зменшення наслідків пошкоджень. Фінальною метою є покращення візуальної якості світлини, покращення інтерпретації та відновлення відповідної інформації із зображення.
Реставрацію фотографій можна розділити на дві основні категорії: методи просторової області та методи частотної області. Методи просторової області працюють безпосередньо з пікселями зображення, тоді як методи частотної області перетворюють зображення в частотну область за допомогою таких методів, як перетворення Фур’є, де виконуються операції відновлення. Обидві техніки мають свої переваги та недоліки, та підходять для відновлення різних типів пошкоджених зображень.

## Методики та алгоритми

### Методи просторової області
Методи просторової області в основному працюють зі значеннями пікселів зображення. Деякі поширені методи в цьому домені включають:

#### Медіанна фільтрація
Ця техніка замінює кожне піксельне значення середнім значенням у його локальній околиці, ефективно зменшуючи силу імпульсного шуму.

#### Фільтрація Вінера
Ґрунтуючись на статистичних моделях, фільтр Вінера мінімізує середньоквадратичну похибку між вихідним і відфільтрованим зображеннями. Це особливо корисно для зменшення шуму та покращення розмитих зображень.

#### Повна варіаційна регуляризація
Ця техніка мінімізує загальну варіацію зображення, зберігаючи важливі деталі зображення. Вона ефективно прибирає шум, водночас зберігаючи краї зображення.

## Методи частотної області
Методи частотної області передбачають перетворення зображення з просторової області в частотну, як правило, за допомогою перетворення Фур’є. Деякі розповсюджені методи в даному домені включають:

### Зворотна фільтрація
Ця техніка спрямована на відновлення вихідного зображення шляхом оцінки зворотної функції деградації. Проте, вона є дуже чутливою до шуму і може посилювати шум у процесі реставрації.

### Обмежена фільтрація найменших квадратів
Використовуючи обмеження для вирішення, даний метод зменшує рівень шуму і відновлює зображення, зберігаючи важливі деталі зображення.

### Гомоморфна фільтрація
Він використовується для покращення зображень, які постраждали від адитивного та мультиплікативного шуму. За допомогою даної техніки окремо обробляють низькочастотні та високочастотні компоненти зображення для покращення видимості.

## Використання

### Медична візуалізація
Відновлення фотографій має критичне значення в медичній візуалізації для покращення якості діагностики. Ця технологія допомагає зменшити шум, підвищити контрастність і покращити роздільну здатність зображення для таких методів, як рентген, МРТ, КТ та ультразвук.

### Фотографія
Методи відновлення фотографій зазвичай використовуються при роботі з цифровими зображеннями для виправлення недоліків, спричинених такими факторами, як розмиття під час руху, аберації об’єктива та шум датчика. Їх також можна використовувати для відновлення старих і пошкоджених фотографій.

### Архівне збереження
Реставрація зображень відіграє важливу роль у збереженні історичних документів, творів мистецтва та старих фотографій. Зменшенню шуму, корекція вицвілих деталей і видаленню артефактів допомагає врятувати та передати цінний візуальний вміст майбутнім поколінням.

## Виклики та майбутні напрямки
Не дивлячись на значний прогрес у сфері відновленні фотографій, в ній все ще залишається декілька проблем. Деякі з ключових проблем містять обробку складних деградацій, роботу з обмеженою інформацією та вирішення компромісу між якістю відновлення та часом обчислення.
Майбутнє відновлення зображень, швидше за все, буде залежати від розвитку глибокого навчання та штучного інтелекту. Згорткові нейронні мережі (CNN) показали багатообіцяючі результати в різних задачах з відновлення зображень, включно з шумоприглушенням, надроздільною здатністю і домальовування. Використання генеративних суперницьких мереж (GAN) також привернуло увагу для реалістичного відновлення зображення.
Окрім цього, очікується, що виринаючі технології, такі як обчислювана фотографія та мультисенсорна візуалізація, забезпечать нові можливості для досліджень і застосувань відновлення зображень.

## Дивитись також
- Цифрова обробка зображень
- Комп'ютерний зір
- Зменшення шуму
- Супер-роздільна здатність
- Усунення шумів зображення